# 425

## Esdeveniments
- Arle (Gàl·lia): intent de setge de la ciutat per part dels visigots, sense èxit.
- Últim ús del demòtic
- Fundació de la Universitat de Constantinoble[1]
- Pugna entre Gal·la Placídia i el seu fill Valentinià III pel control de l'Imperi Romà
- Els vàndals saquegen les Balears sense establir-s'hi
- Els vàndals assoleixen el control d'Andalusia